# Natsu Dakara!
Singles de Buono!
Zassō no Uta
(2011) Hatsukoi Cider / Deep Mind
(2012)
Natsu Dakara! (夏ダカラ!) est le 12e single du groupe de J-pop Buono!, sorti le 20 juillet 2011 au Japon ; c'est le deuxième disque du groupe à sortir sur le label zetima, les précédents étant sortis sur le label Pony Canyon. Il atteint la 13e place du classement Oricon. Sortent aussi deux éditions limitées notées "A" et "B" avec chacune un DVD bonus différent, et une version "Single V" (DVD contenant le clip vidéo) une semaine plus tard.
C'est le deuxième single du groupe à ne plus être lié à la série anime Shugo Chara. C'est aussi son premier single à ne contenir que trois titres, sans la version instrumentale de la chanson en "face B".

## Titres
CD Single
1. Natsu Dakara! (夏ダカラ!?)
2. Ice Mermaid
3. Natsu Dakara! (Instrumental) (夏ダカラ!...?)

DVD de l'édition limitée "A"
1. Natsu Dakara! (3Shot Lip Ver. Sofa) (夏ダカラ!...?)

DVD de l'édition limitée "B"
1. Natsu Dakara! (3Shot Lip Ver. White) (夏ダカラ!...?)

Single V
1. Natsu Dakara! (夏ダカラ!?) (clip vidéo)
2. Natsu Dakara! (Close-up Ver.) (夏ダカラ!...?)
3. Making Eizo (メイキング映像?) (making of)